# リナグリプチン
リナグリプチン（Linagliptin）は、ジペプチジルペプチダーゼ阻害薬に分類される経口血糖降下薬である。ジペプチジルペプチダーゼはインクレチンの分解などに関係する酵素であり、これを阻害することにより血中のグルカゴン様ペプチド-1（GLP-1）の濃度を高め、血清インスリン濃度の上昇　および　血糖値の低下をもたらすと考えられている。日本では商品名トラゼンタで、日本イーライリリーおよび日本ベーリンガーインゲルハイムから販売されている。
GLP-1アナログ製剤と同じくインクレチン関連薬に分類される。SU剤に代表される経口血糖降下薬に比べて、低血糖のリスクが少ないと言われている。副作用としては、腹部膨満・便秘・浮腫などが報告されている。ジペプチジルペプチダーゼ-4（DPP-4）によって分解されるGLP-1以外のペプチド基質については、DPP-4の項を参照。
リナグリプチンを含むDPP-4 阻害薬は、癌リスク上昇と関連していなかった旨が報告されたが、解析に用いられた研究の試験期間は二年以下と短い。ゆえに、長期的な癌リスクは、現時点では明らかではないと考えるべきである。

## 効能・効果
2型糖尿病

## 禁忌
下記の患者には禁忌とされる。
- 製剤成分に対し過敏症の既往歴のある患者
- 糖尿病性ケトアシドーシス、糖尿病性昏睡または前昏睡、1型糖尿病の患者
- 重症感染症、手術前後、重篤な外傷のある患者

## 副作用
重大な副作用とされているものは、
- 低血糖（2.1％）
- 腸閉塞

高度の便秘、腹部膨満、持続する腹痛、嘔吐等
- 肝機能障害

AST上昇、ALT上昇等
- 類天疱瘡

水疱、びらん等
- 間質性肺炎

咳嗽、呼吸困難、発熱、肺捻髪音等
- 急性膵炎

持続的な激しい腹痛、嘔吐等
である。